# Skanderborg Amt (1662-1793)
Skanderborg Amt blev oprettet 1662 og ophørte 1793.

## Amtmænd
- 1778 – 1799: Hans Løwenhielm Bülow